# Caille-lait jaune
Galium verum
Espèce
Classification phylogénétique
Le Gaillet jaune (Galium verum L.) est une plante herbacée vivace de la famille des Rubiacées.
On la connaît également sous le nom de Caille-lait jaune, Gaillet vrai.

## Description

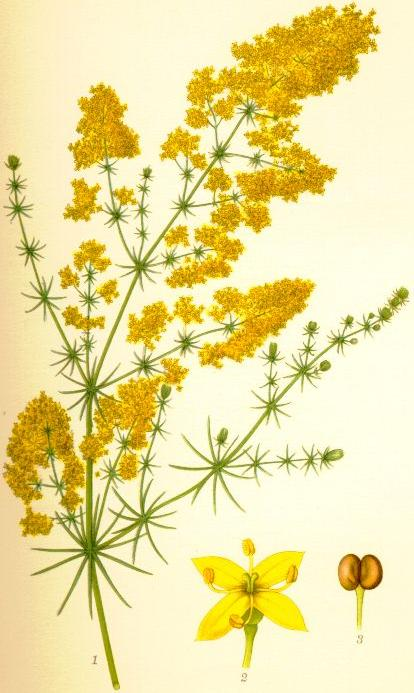
Galium verum

Plante à tige quadrangulaire robuste, longue de 15 cm à 1 m. Feuilles verticillées par 6 à 9. Fleurs jaunes à 4 pétales en croix en inflorescences partant de l'aisselle des feuilles et les dépassant longuement. Elle possède des tiges souterraines traçantes.

## Cycle
Plante vivace hémicryptophyte.

Floraison de mai à septembre.

## Habitat
Plante très commune, se rencontrant dans les lisières, les haies, les broussailles, chemins, prairies et pentes jusqu'à 2 700 m.

Aime les sols secs à mi-secs.

## Usage alimentaire
Le deuxième nom de la plante suggère qu'elle aurait servi à faire cailler le lait pour la production de fromage. Il s'agit cependant d'une mauvaise traduction du latin, et plusieurs expériences du début du 19e siècle, entre autres par Antoine Parmentier, ont prouvé son incapacité à cailler le lait.

## Usage médicinal
On lui attribue les propriétés médicinales suivantes :
- antispasmodique
- astringente
- diurétique
- vulnéraire
- cardio-protectrice (extrait méthanolique ; testé pour ses effets sur la récupération fonctionnelle et l'état redox du cœur de rat isolé après ischémie à raison de 500 mg/kg durant 28 jours. Les paramètres de la fonction cardiaque et les marqueurs du stress oxydatif étaient améliorés ; l'extrait ayant préservé « préservait la contractilité cardiaque, la fonction systolique et diastolique ainsi que les dommages structurels du cœur après L'ischémie. L'extrait de G. verum a en outre modulé l'activité des enzymes antioxydantes et atténué la production de pro-oxydants »[2].

### Décoction
En compresse pour la peau, cette décoction permet de soulager la douleur, les brûlures ou agit comme un astringent léger.
En usage interne, elle agit comme diurétique au niveau des reins ou de la vessie.